# Aeroportul Headingly
Aeroportul Headingly (IATA: HIP, ICAO: YHDY) este un aeroport din Queensland, Australia.
Situat la o altitudine de 178 m, aeroportul dispune de o singură pistă.